# Tlahuitompa
Tlahuitompa är en ort i Mexiko.   Den ligger i kommunen Quimixtlán och delstaten Puebla, i den sydöstra delen av landet, 210 km öster om huvudstaden Mexico City. Tlahuitompa ligger 2 288 meter över havet och antalet invånare är 256.
Terrängen runt Tlahuitompa är huvudsakligen kuperad, men västerut är den bergig. Terrängen runt Tlahuitompa sluttar österut. Runt Tlahuitompa är det ganska glesbefolkat, med 36 invånare per kvadratkilometer. Närmaste större samhälle är Huatusco de Chicuellar, 18,5 km öster om Tlahuitompa. I omgivningarna runt Tlahuitompa växer huvudsakligen savannskog.